# Merismatium deminutum
Merismatium deminutum är en lavart som först beskrevs av Arnold, och fick sitt nu gällande namn av Claude Roux och Père Navarro-Rosinés. Merismatium deminutum ingår i släktet Merismatium, och familjen Verrucariaceae. Enligt den finländska rödlistan är arten sårbar i Finland. Arten är reproducerande i Sverige. Artens livsmiljö är kalkstensklippor och kalkbrott, inklusive bar kalkjord.